# Juan Romero y Moreno
Juan Romero y Moreno (Ferrol, 6 de mayo de 1827 – Madrid, 21 de abril de 1893) fue un político y militar español.

## Biografía
Nacido el 6 de mayo de 1827 en Ferrol, combatió en la guerra de África en 1860. Ocupó la cartera de ministro de Marina entre el 21 de enero y el 5 de julio de 1890, durante un gobierno Sagasta. Fue senador por la provincia de Huelva en 1889 y 1890.
Falleció el 21 de abril de 1893 en Madrid.